# Base aérienne 260 Orchamps
La Base aérienne 260 Orchamps est un ancien dépôt de munitions de l'Armée de l'air situé dans la forêt de Chaux, département du Jura. Les installations de la Base 260 se trouvaient réparties sur les communes du Chatelay, d'Etrepigney et de Plumont. La désignation "Orchamps" provient de la gare SNCF d'Orchamps située à une dizaine de km de la Base.

## Historique
La base est créée le 1er juillet 1955 avec la formation de la Compagnie de Munitions N° 649. Elle a pour mission le stockage des munitions (air-sol et air-air) des escadres de chasse de la 1re Région Aérienne.
La CM.649 devient le Dépôt Régional de Munitions 8.651 en septembre 1957 puis enfin BA260 le 1er juin 1964.
Elle assure le stockage des munitions de la 2e escadre de chasse de Dijon, la 4e escadre de chasse de Luxeuil, la 7e escadre de chasse de Nancy, 11e escadre de chasse de Bremgarten, la 13e escadre de chasse de Colmar et la 92e escadre de bombardement de Bordeaux.
La BA260 est dissoute le 31 août 1971. Le dépôt reste actif sous la désignation de Dépôt Régional de Munitions 8.651 jusqu’à sa dissolution le 1er novembre 1987